# Italiens fotbollslandslag i VM 1982
Italiens fotbollslandslag i VM 1982
Italiens herrlandslag i fotbolls VM-trupp till Spanien 1982.

## Förbundskapten
- Enzo Bearzot

## Spelare
| Målvakter   | Målvakter            | Målvakter                |
| ----------- | -------------------- | ------------------------ |
| 1           | Dino Zoff            | Juventus FC              |
| 12          | Ivano Bordon         | FC Internazionale Milano |
| 22          | Giovanni Galli       | ACF Fiorentina           |
| Försvarare  |                      |                          |
| 2           | Franco Baresi        | AC Milan                 |
| 3           | Giuseppe Bergomi     | FC Internazionale Milano |
| 4           | Antonio Cabrini      | Juventus FC              |
| 5           | Fulvio Collovati     | AC Milan                 |
| 6           | Claudio Gentile      | Juventus FC              |
| 7           | Gaetano Scirea       | Juventus FC              |
| 8           | Pietro Vierchowod    | ACF Fiorentina           |
| Mittfältare |                      |                          |
| 9           | Giancarlo Antognoni  | ACF Fiorentina           |
| 10          | Giuseppe Dossena     | Torino FC                |
| 11          | Giampiero Marini     | FC Internazionale Milano |
| 13          | Gabriele Oriali      | FC Internazionale Milano |
| 14          | Marco Tardelli       | Juventus FC              |
| 15          | Franco Causio        | Udinese Calcio           |
| 16          | Bruno Conti          | AS Roma                  |
| Anfallare   |                      |                          |
| 17          | Daniele Massaro      | ACF Fiorentina           |
| 18          | Alessandro Altobelli | FC Internazionale Milano |
| 19          | Francesco Graziani   | ACF Fiorentina           |
| 20          | Paolo Rossi          | Juventus FC              |
| 21          | Franco Selvaggi      | Cagliari Calcio          |